# Riekoperla trapeza
Riekoperla trapeza är en bäcksländeart som beskrevs av Günther Theischinger 1985. Riekoperla trapeza ingår i släktet Riekoperla och familjen Gripopterygidae. Inga underarter finns listade i Catalogue of Life.